# Авлони, Абдулла
Абдулла́ Авлони́ (12 июля 1878 — 25 августа 1934) — известный узбекский писатель, писавший для детей, драматург, просветитель и педагог, много сделавший для развития узбекской школы современного типа.

## Биография
Абдулла Авлони родился в 1878 году в Ташкенте. Учился в школе при медрессе.
Был одним из лидеров джадидского движения, которое в конце XIX века распространилось в среде российских мусульман. Абдулла Авлони был одним из зачинателей создания новометодных школ для узбекских детей. Писал учебники и пособия для этих школ.
В 1907 году издавал на узбекском языке газету «Шухрат».
В конце 1913 года А. Авлони организовал в Ташкенте одну из первых узбекских театральных групп, получившей название «Туркестан», которая просуществовала до февраля 1917 года.
В советский период был одним из активных деятелей просвещения в Узбекистане. Он преподавал, писал книги и пьесы для узбекского театра.
После организации в Ташкенте университета на организованном в университете «рабочем факультете» («рабфак») сразу была организована группу с обучением на узбекском языке, в которой занималось 20 человек. А. Авлони вместе с группой других узбекских просветителей преподавал там.
Умер Абдулла Авлони 25 августа 1934 года в Ташкенте и похоронен на Боткинском кладбище.
В Ташкенте в одной из квартир многоэтажного дома в районе метро «Хамид Олимджан» существует мемориальная комната Абдуллы Авлони, в которую она переехала после слома дома, в котором жил Авлони в районе Госпитального базара, в которой мемориальная квартира находилась ранее.
17 февраля 2013 года в Ташкенте была убита дочь Абдуллы Авлони, предположительно с целью грабежа.